# Rodowo Małe
Rodowo Małe – osada w Polsce położona w województwie pomorskim, w powiecie kwidzyńskim, w gminie Prabuty nad zachodnim brzegiem jeziora Dzierzgoń.
W latach 1975–1998 miejscowość administracyjnie należała do województwa elbląskiego.